# Formulă Plücker
În matematică o formulă Plücker, numită după Julius Plücker, face parte dintr-o familie de formule de un anumit tip, dezvoltat pentru prima dată de Plücker în anii 1830, formule care sunt relații între anumiți invarianți numerici ai curbelor algebrice⁠(d) și invarianții corespunzători ai curbelor lor duale⁠(d). Invariantul numit gen, același atât la curbă cât și la duala ei, este legat de ceilalți invarianți prin formule similare. Aceste formule, precum și faptul că fiecare dintre invarianți trebuie să fie un întreg pozitiv, impun limitări destul de stricte asupra posibilelor lor valori.

## Invarianții Plücker și ecuațiile fundamentale
În acest context, o curbă este definită de o ecuație algebrică nedegenerată în planul proiectiv complex. Liniile din acest plan corespund punctelor din planul proiectiv dual⁠(d), iar dreptele tangente la o curbă algebrică dată C corespund punctelor dintr-o curbă algebrică C* numită curba duală⁠(d). În corespondența din planul proiectiv dintre curbă și duala sa, punctele de pe C corespund dreptelor tangente la C*, astfel încât duala lui C* este C.
Primii doi invarianți tratați de formulele Plücker sunt gradul d al curbei C și gradul dualei, d*, numit „clasa” lui C. Din punct de vedere geometric, d este de câte ori o dreaptă dată intersectează C cu multiplicitățile numărate corect. (Acest lucru cuprinde și puncte complexe și puncte de la infinit, deoarece curbele sunt considerate submulțimi ale planului proiectiv complex.) Similar, d* este numărul de tangente la C care sunt drepte care trec printr-un punct dat din plan. Deci, de exemplu, o conică și duala sa au, ambele, gradul și clasa 2. Dacă C nu are singularități, prima ecuație Plücker afirmă că
{\displaystyle d^{*}=d(d-1)\,}
dar asta trebuie corectat pentru curbele singulare.
Dintre punctele duble ale lui C, fie δ numărul celor ordinare, adică care au tangente distincte (acestea se mai numesc și noduri) sau sunt izolate, și fie κ numărul celor care sunt puncte de întoarcere. Dacă C are singularități de ordin superior, atunci acestea sunt socotite ca puncte duble multiple conform unei analize a naturii singularității. De exemplu, un punct triplu obișnuit este numărat ca 3 puncte duble. Din nou, punctele complexe și punctele de la infinit sunt incluse în aceste numărări. Forma corectată a primei ecuații Plücker este
{\displaystyle d^{*}=d(d-1)-2\delta -3\kappa .\,}
Similar, fie δ* numărul de puncte duble ordinare și κ* numărul de puncte de întoarcere ale lui C*. Atunci a doua ecuație Plücker afirmă că
{\displaystyle \kappa ^{*}=3d(d-2)-6\delta -8\kappa .\,}
Interpretarea geometrică a unui punct dublu ordinar al lui C* este o dreaptă care este tangentă la curbă în două puncte (bitangentă), iar interpretarea geometrică a unui punct de întoarcere al lui C* este un punct de inflexiune (tangentă staționară).
De exemplu, în cazul unei cubice netede:
{\displaystyle d=3,\ \delta =\kappa =0}
formula de mai sus spune că are
{\displaystyle \kappa ^{*}=9\,}
puncte de inflexiune. Dacă cubica degenerează și se obține un punct dublu, atunci 6 puncte converg către punctul singular și de-a lungul curbei singulare rămân doar 3 inflexiuni. Dacă cubica degenerează și se obține un punct de întoarcere, atunci rămâne o singură inflexiune.
Primele două ecuații Plücker au versiunile duale:
{\displaystyle d=d^{*}(d^{*}-1)-2\delta ^{*}-3\kappa ^{*},\,}
{\displaystyle \kappa =3d^{*}(d^{*}-2)-6\delta ^{*}-8\kappa ^{*}.\,}
Cele patru ecuații de până acum sunt de fapt dependente, astfel încât oricare trei pot fi folosite pentru a obține pe cea rămasă. Din ele, având în vedere oricare trei dintre cei șase invarianți, d, d*, δ, δ* și κ, κ*, restul de trei pot fi calculați.
În final, genul lui C poate fi definit drept
{\displaystyle g={1 \over 2}(d-1)(d-2)-\delta -\kappa .}
Acesta este egal cu valoarea pentru duală
{\displaystyle g={1 \over 2}(d^{*}-1)(d^{*}-2)-\delta ^{*}-\kappa ^{*}}
și este un număr întreg pozitiv.
În total, există patru ecuații independente cu 7 necunoscute și în ele oricare trei dintre acești invarianți pot fi utilizați pentru a calcula restul de patru.

## Curbe nesingulare
Un caz particular important este atunci când curba C este nesingulară sau, echivalent, δ și κ sunt 0, astfel încât invarianții rămași pot fi calculați numai în funcție de d. În acest caz, rezultatele sunt:
{\displaystyle d^{*}=d(d-1)\,}
{\displaystyle \delta ^{*}={1 \over 2}d(d-2)(d-3)(d+3)}
{\displaystyle \kappa ^{*}=3d(d-2)\,}
{\displaystyle g={1 \over 2}(d-1)(d-2).}
Deci, de exemplu, o cuartică plană nesingulară este de genul 3 și are 28 de bitangente și 24 de puncte de inflexiune.

## Tipul curbelor
Curbele sunt clasificate în tipuri în funcție de invarianții lor Plücker. Ecuațiile Plücker împreună cu restricția conform căreia invarianții Plücker trebuie să fie toți numere naturale limitează foarte mult numărul de tipuri posibile pentru curbele de un anumit grad. Curbele care sunt echivalente proiectiv au același tip, deși curbele de același tip nu sunt, în general, echivalente proiectiv. Curbele de gradul al 2-lea, conicele, sunt de un singur tip, dat de
d = d* = 2, δ = δ* = κ = κ* = g = 0.
La curbele de gradul al 3-lea există trei tipuri posibile, date de:
| Tip   | d | d* | δ | δ* | κ | κ* | g |
| ----- | - | -- | - | -- | - | -- | - |
| (I)   | 3 | 6  | 0 | 0  | 0 | 9  | 1 |
| (II)  | 3 | 4  | 1 | 0  | 0 | 3  | 0 |
| (III) | 3 | 3  | 0 | 0  | 1 | 1  | 0 |

Curbele de tipurile (II) și (III) sunt cubice raționale și sunt numite nodale și, respectiv, cuspidale. Curbele de tip (I) sunt cubice nesingulare (curbe eliptice).
La curbele de gradul 4 există 10 tipuri posibile, date de:
| Tip    | d | d* | δ | δ* | κ | κ* | g |
| ------ | - | -- | - | -- | - | -- | - |
| (I)    | 4 | 12 | 0 | 28 | 0 | 24 | 3 |
| (II)   | 4 | 10 | 1 | 16 | 0 | 18 | 2 |
| (III)  | 4 | 9  | 0 | 10 | 1 | 16 | 2 |
| (IV)   | 4 | 8  | 2 | 8  | 0 | 12 | 1 |
| (V)    | 4 | 7  | 1 | 4  | 1 | 10 | 1 |
| (VI)   | 4 | 6  | 0 | 1  | 2 | 8  | 1 |
| (VII)  | 4 | 6  | 3 | 4  | 0 | 6  | 0 |
| (VIII) | 4 | 5  | 2 | 2  | 1 | 4  | 0 |
| (IX)   | 4 | 4  | 1 | 1  | 2 | 2  | 0 |
| (X)    | 4 | 3  | 0 | 1  | 3 | 0  | 0 |